# Roger Freeman
Roger Norman Freeman, Baron Freeman (Wirral, 27 mei 1942 – Londen, 2 juni 2025) was een Brits politicus van de Conservative Party.
Freeman was tussen 1986 en 1997 bewindspersoon in de kabinetten Thatcher (1986-1990) en -Major (1990-1997). Hij was staatssecretaris voor Defensie van 1986 tot 1988, staatssecretaris voor Volksgezondheid van 1988 tot 1990, onderminister voor Transport van 1990 tot 1994, onderminister voor Defensie Materiële Voorzieningen van 1994 tot 1995 en Kanselier van het Hertogdom Lancaster van 1995 tot 1997.
Freeman studeerde economie aan de Universiteit van Oxford. Hij werkte als accountant en bankier van 1966 tot 1983. Op 29 oktober 1997 werd Freeman benoemd als baron Freeman en werd lid van het Hogerhuis.
Freeman overleed op 2 juni 2025 op 83-jarige leeftijd.
- International Standard Name Identifier: 0000 0001 1719 0291
- Library of Congress Control Number: nb98012552
- Nederlandse Thesaurus van Auteursnamen: 217648266
- Virtual International Authority File: 164782588
- WorldCat: E39PBJqVYCKkKtwBGkqfRCCPcP